# 2008年夏季奥林匹克运动会卢森堡代表团
2008年夏季奥林匹克运动会盧森堡代表团会参加2008年8月8日至24日在中国北京主办的第29届夏季奥运。代表团包括12位参赛者，8男4女分別參與7個項目。

## 田徑
- David Fiegen（男子800米）

## 自行車
- Frank Schleck（公路賽）
- Andy Schleck（公路賽）
- Kim Kirchen（公路賽）

## 體操
- Sascha Palgen（男子個人全能）

## 柔道
- Marie Muller（女子52公斤級）

## 帆船
- Marc Schmit

## 游泳
- Laurent Carnol
- Alwin de Prins
- Raphael Stacchiotti
- Christine Mailliet

## 乒乓球
- 倪夏蓮（女單）

## 鐵人三項
- Dirk Bockel（男子）
- Liz May（女子）